# Madeleine Albright
Madeleine Jana Korbel Albright (født 15. maj 1937 i Prag, Tjekkiet, død 23. marts 2022) var en amerikansk diplomat og tidligere udenrigsminister. Hun blev i 1993 udpeget som landets FN-ambassadør.
Som udenrigsminister under regeringen Bill Clinton II blev hun den første kvindelige udenrigsminister i USA's historie. Under sin tid som FN-ambassadør blev hun kritiseret for at støtte og opretholde sanktionerne mod Irak.

## Prague Winter
I 2012 udgav Madeleine Albright sin personlige fortælling om tiden før, under og efter kampen for et uafhængigt og demokratisk Tjekkoslovakiet, kaldet Prague Winter. Bogen, der på dansk er udkommet som Vinter i Prag, fokuserer også på hendes jødiske baggrund og hvordan hun sammen med familien først meget sent, og efter forældrenes død, erfarer at hun har jødisk baggrund. Dette tema udgør den anden røde tråd i fortællingen, og følger familiens skæbne – hvor tre af bedsteforældrene, og det meste af den øvrige familie blev myrdet af den tyske besættelsesmagt - i årene fra 1938 til 1944.
Bogen afdækker i den sidste del årene fra 1944 til 1948 hvor det retablerede demokrati i Prag effektivt undergraves af Josef Stalins Sovjetunionen med støtte fra de lokale kommunister.